# Кирилловка (Арзамасский район)
Кири́лловка — село в Арзамасском районе Нижегородской области. Административный центр Кирилловского сельсовета.

## Население
Благодаря близости к городу, село постоянно растёт и расстраивается. Нередко за счёт переезжающих горожан, стремящихся в более тихую, благоустроенную местность, недалеко от постоянной работы в Арзамасе.
| 1999 | 2002  | 2010  |
| ---- | ----- | ----- |
| 1431 | ↗1481 | ↗1555 |

## Инфраструктура
В селе работают 4 небольших продуктовых магазина, а также средний магазин самообслуживания «Магнит».
Построен новый, большой детский сад. Учиться дети ходят в соседний микрорайон «Кирилловский», в городскую школу №17.
Рядом с детским садом расположен действующий клуб, в котором проходят киносеансы, дискотеки, праздничные мероприятия. В клубе проведён ремонт и руководство привлекает граждан к активной культурно-досуговой жизни.
Через село проходят два городских автобусных рейса — №9 и №10, интервалами в 15-20 минут, что облегчает доступ жителям к городу.
В Кирилловке проложены новые асфальтные дороги по всем улицам и даже закуточкам.
В скором будущем ожидается строительство нового микрорайона к северу от села, с выездом на улицу Калинина
г. Арзамаса.

## Экономика
Помимо продуктовых магазинов, в Кирилловке при въезде находится торговый дом «Медведь» (автозапчасти). Есть автосервисы, лесопилка, кузнечный цех, частные мастерские.

## Церковь
В селе располагается церковь Троицы Живоначальной. Престолы: Троицы Живоначальной, Димитрия Солунского, Собора Пресвятой Богородицы.
Год постройки: 1821.

## Интересное
В старину западную часть улицы Свобода называли — Околица. а Восточную после оврага — Маньчжурия. Молодые люди с одной стороны ходили к молодым людям на другую сторону на потешные бои.
Западную часть улицы Полевая, где расположены многоквартирные дома называют — Шанхай. Т.к в том месте дома стояли очень часто друг к другу, и плотность заселения была большой, что напоминало одноимённый китайский город.